# Религија у Израелу
Религија у Израелу (2016)
Религија у Израелу се првенствено манифестује кроз припадност јудаизму, етничкој религији јеврејског народа. Држава Израел себе описује као „јеврејску и демократску државу“ и једина је земља на свету са већинским јеврејским становништвом. Остале вере у земљи укључују ислам (претежно сунити), хришћанство (углавном унијате и православце) и религију народа Друза.
Религија игра централну улогу у националном и грађанском животу, а скоро сви грађани Израела су аутоматски регистровани као чланови 14 званичних верских заједница у држави, које врше контролу над неколико питања личног статуса, посебно брака. Ове признате заједнице су ортодоксни јудаизам (којим управља Главни рабинат), ислам, вера народа Друза, Католичка црква (укључујући Латинску цркву, Јерменску католичку цркву, Маронитску цркву, Мелкитску гркокатоличку цркву, Сиријску католичку цркву и Халдејску католичку цркву), Грчка православна црква, Сиријска православна црква, Јерменска апостолска црква, англиканство и Бахаи вера.
Верска припадност израелског становништва од 2022. године била је 73,6% Јевреја, 18,1% муслимана, 1,9% хришћана и 1,6% Друза. Преосталих 4,8% укључивало је вере као што су Самаританизам и Бахаи, као и „религијски неопредељене“. Док су сви Јевреји Израелци технички под јурисдикцијом државног ортодоскног рабината, лични ставови се веома разликују, од екстремне ортодоксности до нерелигије и атеизма. Јевреји у Израелу се углавном класификују дуж четвороструке осе, од најмање до најпажљивије, хилони (секуларни); масорти (традиционалисти); дати (ортодоксни, укључујући религиозне ционисте); и хареди (или „ултраортодоксни).
Израелски закон гарантује значајне привилегије и слободу практиковања признатим заједницама, али то не предвиђа нужно и за друге вере. Pew Research Center идентификовао је Израел као једну од земаља које постављају „висока ограничења“ на слободно испољавање вере и постављена су ограничења за неортодоксне јеврејске верске покрете, који су непризнати. Pew је 2019. рангирао Израел као пето место у свету по питању „међурелигијских тензија и насиља“.